# Устав о резах

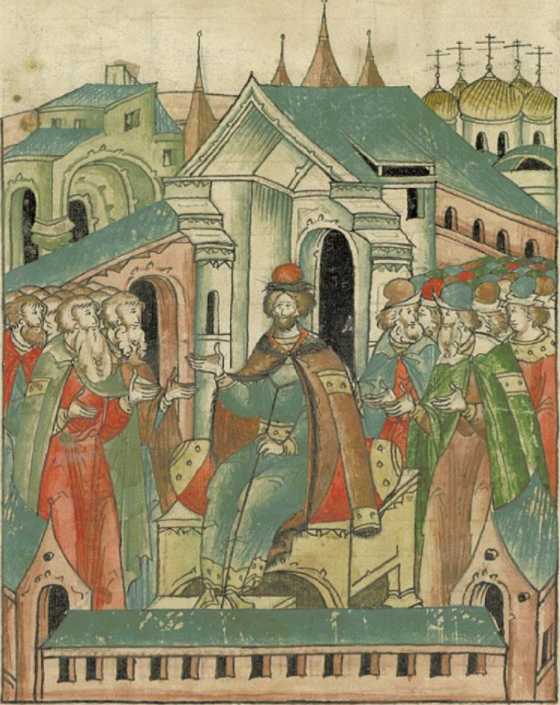
Владимир Мономах на Киевском престоле, Лицевой летописный свод, XVI век

«Устав о ре́зах» — древнерусское правовое постановление предположительно 1113 года, вошедшее в состав Пространной редакции Русской Правды (статьи 50—53). Включает один из законов Владимира Всеволодовича (Мономаха) против ростовщичества, ограничивающий ссудные проценты или резы (статья 53).
Резы — древнерусское слово для ссудных процентов. Вероятно, возникло от «прирезать».
Закон Владимира Мономаха о резах наряду с постановлением о банкротстве купца, Уставом о закупах, Уставом о холопах и другими правовыми текстами вошел в свод законов «Устав Владимира Мономаха» (в составе Пространной Правды), предположительно связанный с Киевским восстанием 1113 года.
Согласно «Уставу о резах», с закупов (должников) нельзя было брать больше 50 % годовых. Нельзя было также держать их насильно в качестве работников, если они просили дать им свободу, чтобы найти средства для возврата долга. Выплачивать долг закупы должны были не более трёх лет, после чего выплаты прекращались, а долг и проценты считались уплаченными. Устав также ограничивал третные резы (проценты, взимаемые, если долг не был выплачен в течение года).